# Coll de l'Era
El Coll de l'Era és una collada de muntanya situada a 1.653,5 m alt en el límit dels termes comunals de Llo i de Sallagosa, tots dos de la comarca de l'Alta Cerdanya, a la Catalunya del Nord, a la dreta del Rec de Galamany.
És en el terç septentrional del límit sud-oest de la comuna, al termenal amb Sallagosa. És proper a l'oest del Puig de Montcald i al sud-est del Coll del Forn i del Serrat del Senyal de Llosers.